# Jonstorp-Vegeåns mynning
Jonstorp-Vegeåns mynning este o arie protejată (arie specială de conservare — SAC, sit de importanță comunitară — SCI) din Suedia întinsă pe o suprafață de 1.280 ha, integral pe uscat.

## Localizare
Centrul sitului Jonstorp-Vegeåns mynning este situat la coordonatele 56°13′54″N 12°43′40″E / 56.2318°N 12.7279°E.

## Înființare
Situl Jonstorp-Vegeåns mynning a fost declarat sit de importanță comunitară în ianuarie 2002 pentru a proteja un număr necunoscut de specii din flora spontană și fauna sălbatică aflate în arealul zonei. Situl a fost protejat și ca arie specială de conservare în martie 2011.

## Biodiversitate
Situată în ecoregiunile continentală și marină Atlantică, aria protejată conține 17 habitate naturale: Lagune de coastă, Dune mobile cu vegetație embrionară, Cursuri de apă de la nivel de câmpie la nivel montan, cu vegetație Ranunculion fluitantis și Callitricho-Batrachion, Dune mobile de-a lungul țărmului cu Ammophila arenaria („dune albe”), Dune de coastă fixe cu vegetație erbacee („dune gri”), Bancuri de nisip acoperite în permanență slab de apă marină, Pajiști umede nord-atlantice cu Erica tetralix, Vegetație perenă pe țărmurile stâncoase, Terase mlăștinoase și terase nisipoase neacoperite de apă la reflux, Recifuri, Pășuni atlantice udate de apa mării (Glauco-Puccinellietalia maritimae), Formațiuni ierboase bogate în specii de Nardus, dezvoltate pe substraturi silicioase în zone montane (și în zone submontane, în Europa continentală), Estuare, Vegetație anuală la limita mareei, Depresiuni intradunale umede, Pajiști cu Molinia pe soluri calcaroase, turboase sau argilos-nămoloase (Molinion caeruleae), Pajiști uscate europene.
La baza desemnării sitului se află un număr nedeclarat de specii protejate.